# Презенцано
Презенцано (итал. Presenzano) — коммуна в Италии, располагается в регионе Кампания, в провинции Казерта.
Население составляет 1745 человек, плотность населения составляет 56 чел./км². Занимает площадь 31 км². Почтовый индекс — 81050. Телефонный код — 0823.
Покровителем коммуны почитается святитель Николай Мирликийский, чудотворец, празднование 6 декабря.